# Oparinói járás

Az Oparinói járás a Kirovi területen

Az Oparinói járás (oroszul Опаринский район) Oroszország egyik járása a Kirovi területen. Székhelye Oparino.

## Népesség
- 1989-ben 18 201 lakosa volt.
- 2002-ben 14 631 lakosa volt.
- 2010-ben 11 795 lakosa volt, melyből 10 988 orosz, 148 ukrán, 91 tatár, 89 moldáv.